# 今井兼文 (初代)
初代 今井 兼文（いまい かねふみ、1828年8月17日〈文政11年7月7日〉 - 1901年〈明治34年〉5月10日）は、日本の医師、和漢洋書籍商兼活版印刷業。今井書店創業者。

## 経歴
備前岡山藩医・難波玄民の子として生れる。家は代々藩の医士である。美作神代村の母方のもとで生活する。幼少にして父を亡くし、母方の今井姓を名乗る。母とは12歳のときに死別する。
岡山の石井藩医邸に住み込んで医学の勉強を始める。豊後の帆足万里に師事し、儒学を研鑽する。長崎で西洋医学を修行し、一旦岡山に帰る。1857年（安政4年）、米子に移って荒尾氏に仕え、米子組儒医となった。種痘を行う。
明治維新があり、米子組士族となり俸禄を賜わる。勝田神社の祠官となる。1872年（明治5年）、米子尾高町で今井郁文堂を開業する。1884年（明治17年）、書店の隣に印刷所を開設する。1901年（明治34年）5月10日、病気のため死去する。享年74。親類と旧友は相議して安国寺域内に葬る。

## 人物
諱は甃。字は子潔。雪窓と号し、書をよくする。幼字は芳平。更めて芳斎と称し、後に兼文と改める。

## 家族
今井家
- 妻（秋津氏）[5]
- 長男・幾太郎 - 神戸にいて、別に一家を成す[5]。
- 二男・久次郎 - 境町在住[5]。
- 長女・静（近藤質の妻）[5]
- 二女・順（内藤新の妻）[5]
- 三女・清[5]（せい、1867年 - ?、二代目兼文の妻）[7]
- 養子・二代目兼文[7]（1866年 - ?、鳥取県多額納税者、合名会社米子今井書店代表社員）
  - 同長女・康子（1892年 - 1978年、歌人）
- 四女・鶴 - 夭逝する[5]。